# ایران در ۲۰۱۲
ایران در ۲۰۱۲ گاه‌شماری از مهم‌ترین رویدادها در سال ۲۰۱۲ در کشور ایران است.

## حاکمان
- مقام معظم رهبری – علی خامنه ای
- رئیس‌جمهور - محمود احمدی‌نژاد
- معاون رئیس‌جمهور – محمدرضا رحیمی
- رئیس مجلس - علی لاریجانی
- رئیس کل دادگستری - صادق لاریجانی

## رویدادها
- ۹ ژانویه - قوه قضایه امیر میرزا حکمتی، شهروند آمریکایی ایرانی الاصل را به اتهام جاسوسی به اعدام محکوم کردند.[۱]
- ۱۱ اسفند – انتخابات مجلس نهم شورای اسلامی ایران برگزار شد.[۲]
- ۱۲ مارس – علی دایی، اسطوره فوتبال ایران و بهترین گلزن تاریخ جهان، در پی یک سانحه شدید رانندگی سریعاً به بیمارستان منتقل شد.[۳]